# اسکانیا سری پی‌آرتی
اسکانیا سری پی‌آرتی (انگلیسی: Scania PRT-range) (همچنین به عنوان اسکانیا سری LPGRS یا اسکانیا سری PGRT نیز شناخته می‌شود)، که به عنوان سری کامیون‌های جدید یا سری کامیون‌های اسکانیا نیز شناخته می‌شود، سری فعلی کامیون‌های تولید شده توسط سازنده خودروهای تجاری سوئدی اسکانیا است. سری پی‌آرتی اولین بار به عنوان جانشین سری ۴ در بهار ۲۰۰۴ با اتاق بی‌دماغ اسکانیا سری R معرفی شد، سپس اتاق بی‌دماغ سطح ارتفاع پایین اسکانیا سری P و اتاق دماغ‌دار اسکانیا سری T در اواخر سال معرفی شد. مدل اتاق دماغ‌دار در سال ۲۰۰۵ متوقف شد. در سال ۲۰۰۷ اسکانیا سری G یک اتاق بی‌دماغ سطح ارتفاع متوسط معرفی شد که از سری R مشتق شده بود. کل سری پی‌جی‌آرتی (PGRT) کشنده (قابل اتصال) است که طیف گسترده‌ای از پیکربندی‌های مختلف را برای انواع مختلف کامیون‌ها ارائه می‌دهد. این کامیون‌ها با موتورهای ۹ لیتری آی۵ تا ۱۶ لیتری وی۸ (فقط در مدل‌های بالا) در دسترس هستند. نسل دوم که در اوت ۲۰۱۶ عرضه شد، اولین مدل اسکانیا سری S بود که اولین مدل کف مسطح و بدون برآمدگی (flat-floor) بود. در دسامبر ۲۰۱۷، یک نسخه پایین رده از نسل دوم، اسکانیا سری L نیز عرضه شد. 

## تعیین مدل
اسکانیا از مدل‌های مختلفی برای زمینه‌های مختلف استفاده می‌کند. یک مدل طراحی ساده‌شده نویسی کامیون، برای بازاریابی استفاده می‌شود و در جلوپنجره قابل مشاهده است. یک نام کامل دیگر ویژگی‌های شاسی و پیشرانه را مشخص می‌کند و نام سوم پیکربندی کابین را مشخص می‌کند.

### مدل کامیون
نام مدل کامیون ساده شده شامل نوع کابین و اسب بخار است که با یک فاصله تقسیم می‌شود. مثال: R 730، G 440، P 270.

### مشخصات وسیله نقلیه کامل
نوع اتاق
- L: اتاق بی‌دماغ پایین‌ترین سطح ارتفاع (Lowest forward control cab)
- P: اتاق و اتاق خدمه بی‌دماغ سطح ارتفاع پایین (Low forward control cab & crew cab)
- G: اتاق بی‌دماغ سطح ارتفاع متوسط (Medium forward control cab)
- R: اتاق بی‌دماغ سطح ارتفاع بالا (High forward control cab)
- S: اتاق بی‌دماغ بالاترین سطح ارتفاع با کف مسطح و بدون برآمدگی (Highest forward control cab with flat floor)
- T: اتاق دماغ‌دار (۲۰۰۴–۲۰۰۵) (Bonneted/Conventional cab)

کد قدرت
تقریب رتبه قدرت بر حسب اسب بخار به نزدیکترین واحد ده می‌باشد. کد قدرت دارای فاصله در دو طرف است.
نوع حمل و نقل
- L: حمل و نقل راه دور (Long-distance haulage)
- D: توزیع (Distribution)
- C: ساخت و ساز (Construction)

سازگاری شاسی
- A: کشنده (قابل اتصال) (Tractor unit (Articulated))
- B :  کامیون (غیرقابل اتصال) (Truck bodywork (Basic))

پیکربندی چرخ
- 4x2: دو محور
- 4x4: دو محور/تمام چرخ محرک
- 6x2: سه محور/محور مرده ثابت
- 6x2/2: سه محور/محور فشار دهنده ثابت
- 6x2/4: سه محور/محور فشار دهنده فرمان‌پذیر
- 6x2*4: سه محور/محور مرده فرمان‌پذیر
- 6x4: سه محور/جفت محور چرخ محرک
- 6x6: سه محور/تمام چرخ محرک
- 8x2: چهار محور/جفت محور جلو/محور مرده ثابت
- 8x2/4: چهار محور/محور فشار دهنده فرمان‌پذیر/ محور مرده ثابت
- 8x2*6: چهار محور/جفت محور جلو/محور مرده فرمان‌پذیر
- 8x4: چهار محور/جفت محور جلو/جفت محور چرخ محرک
- 8x4*4: چهار محور/جفت محور چرخ محرک/محور مرده فرمان‌پذیر
- 8x8: چهار محور/تمام چرخ محرک

کلاس وظیفه
- M: وظیفه متوسط، برای حمل و نقل بر روی سطوح یکنواخت (Medium duty)
- H: وظیفه سنگین، برای حمل و نقل بر روی سطوح ناهموار (Heavy duty)
- E: وظیفه بسیار سنگین، برای حمل و نقل خارج از جاده (Extra heavy duty)

ارتفاع شاسی
- E: بسیار کم (Extra low)
- L: کم (Low)
- N: عادی (Normal)
- S: نیمه بلند (Semi high)
- H: بلند (High)

تعلیق
- A: جلو تعلیق فنر تخت و عقب تعلیق بادی (leaf-spring suspension front and air suspension rear)
- B: جلو و عقب تعلیق بادی (air suspension front and rear)
- Z: جلو و عقب تعلیق فنر تخت (leaf-spring suspension front and rear)

مثال‌ها:
- P 230 DB4x2MNA: اتاق بی‌دماغ سطح ارتفاع پایین/۲۳۰ اسب بخار/توزیع/کامیون (غیرقابل اتصال)/دو محور/وظیفه متوسط، برای حمل و نقل بر روی سطوح یکنواخت/ارتفاع شاسی عادی/جلو تعلیق فنر تخت و عقب تعلیق بادی
- R 730 CA8x8EHZ: اتاق بی‌دماغ سطح ارتفاع بالا/۷۳۰ اسب بخار/ساخت و ساز/کشنده (قابل اتصال)/(چهار محور/تمام چرخ محرک)/وظیفه بسیار سنگین، برای حمل و نقل خارج از جاده/ارتفاع شاسی بلند/جلو و عقب تعلیق فنر تخت
- S 500 LA6x4HNB: اتاق بی‌دماغ بالاترین سطح ارتفاع با کف مسطح و بدون برآمدگی/۵۰۰ اسب بخار/حمل و نقل راه دور/کشنده (قابل اتصال)/(سه محور/جفت محور چرخ محرک)/وظیفه سنگین، برای حمل و نقل بر روی سطوح ناهموار/ارتفاع شاسی عادی/جلو و عقب تعلیق بادی

### اتاق
نوع اتاق
نوع اتاق شامل حرف C و حرف مربوط به نوع کابین اصلی است. CP, CG, CR و CT.
طول اتاق
فاصله داخلی بین دیوارهای جلو و عقب، بر حسب دسی‌متر اندازه‌گیری می‌شود.
- 14: اتاق کوتاه (Short cab)
- 16: اتاق روز (Day cab)
- 19: اتاق تخت خواب‌دار (Sleeper cab)
- 28: اتاق‌خدمه (۵–۶ نفر) (CrewCab)
- 31: اتاق خدمه دراز (۶–۸ نفر) (Long CrewCab)
- 32: اتاق تخت خواب‌دار گسترده (Extended sleeper cab)

ارتفاع سقف
- N: عادی (Normal)
- L: کوتاه (Low)
- E: پله سوار شدن کم، ارتفاع سقف معمولی (ورودی پایین) (Low boarding step, normal roof height)
- H: بلند (Scania Highline) (High)
- T: تمام قد (Scania Topline) (Full height)

مثال‌ها:
- CP19E: اتاق بی‌دماغ سطح ارتفاع پایین/اتاق تخت خواب‌دار/پله سوار شدن کم، ارتفاع سقف معمولی (ورودی پایین) برای کامیون‌های زباله
- CP31: اتاق بی‌دماغ سطح ارتفاع پایین/اتاق‌خدمه دراز (۶–۸ نفر)، برای ماشین آتش‌نشانی
- CR19H: اتاق بی‌دماغ سطح ارتفاع بالا/اتاق تخت خواب‌دار/بلند، برای کامیون‌های حمل و نقل راه دور

## نگارخانه

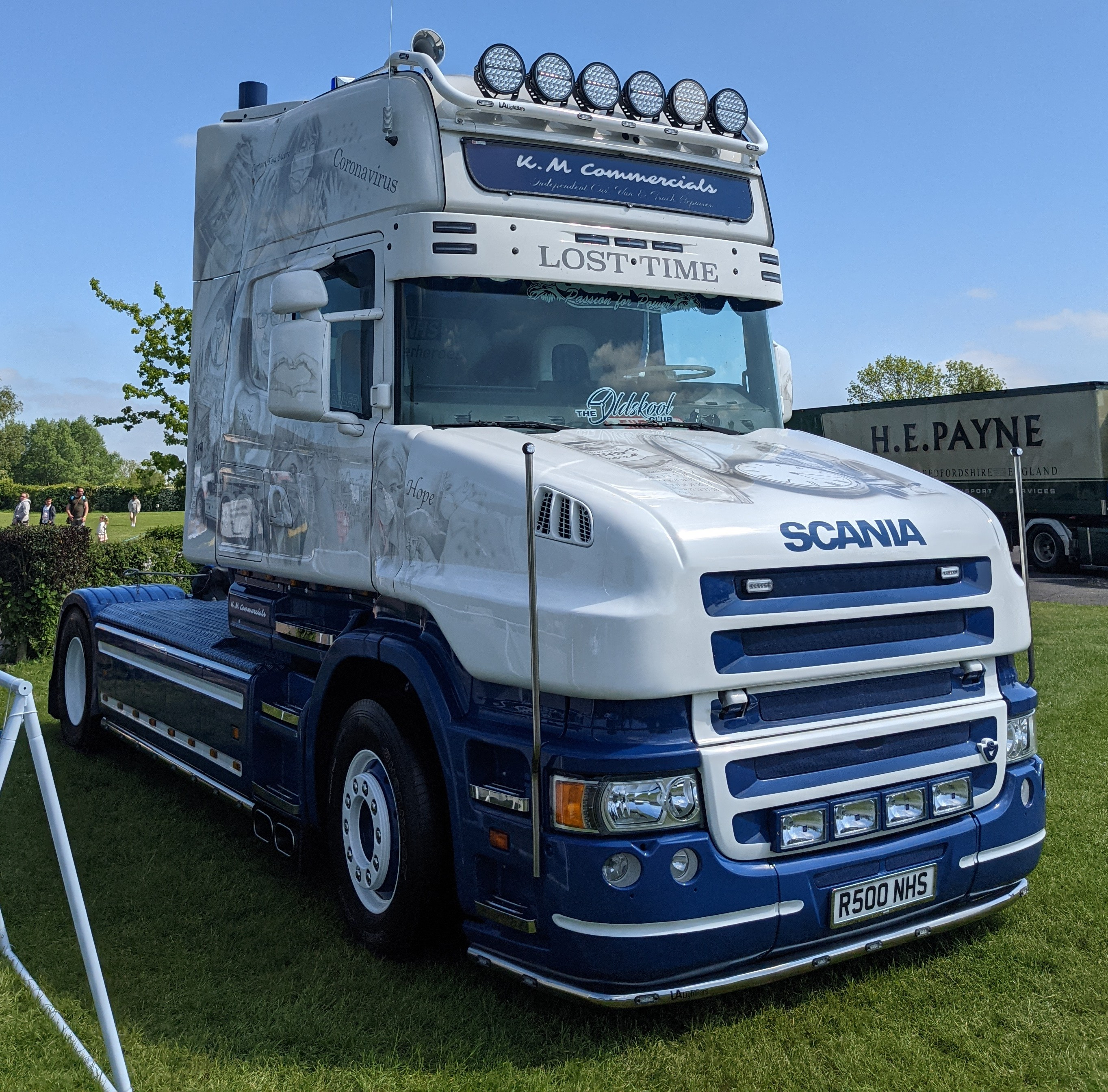
اسکانیا سری T که فقط در سال ۲۰۰۴ و ۲۰۰۵ تولید شد
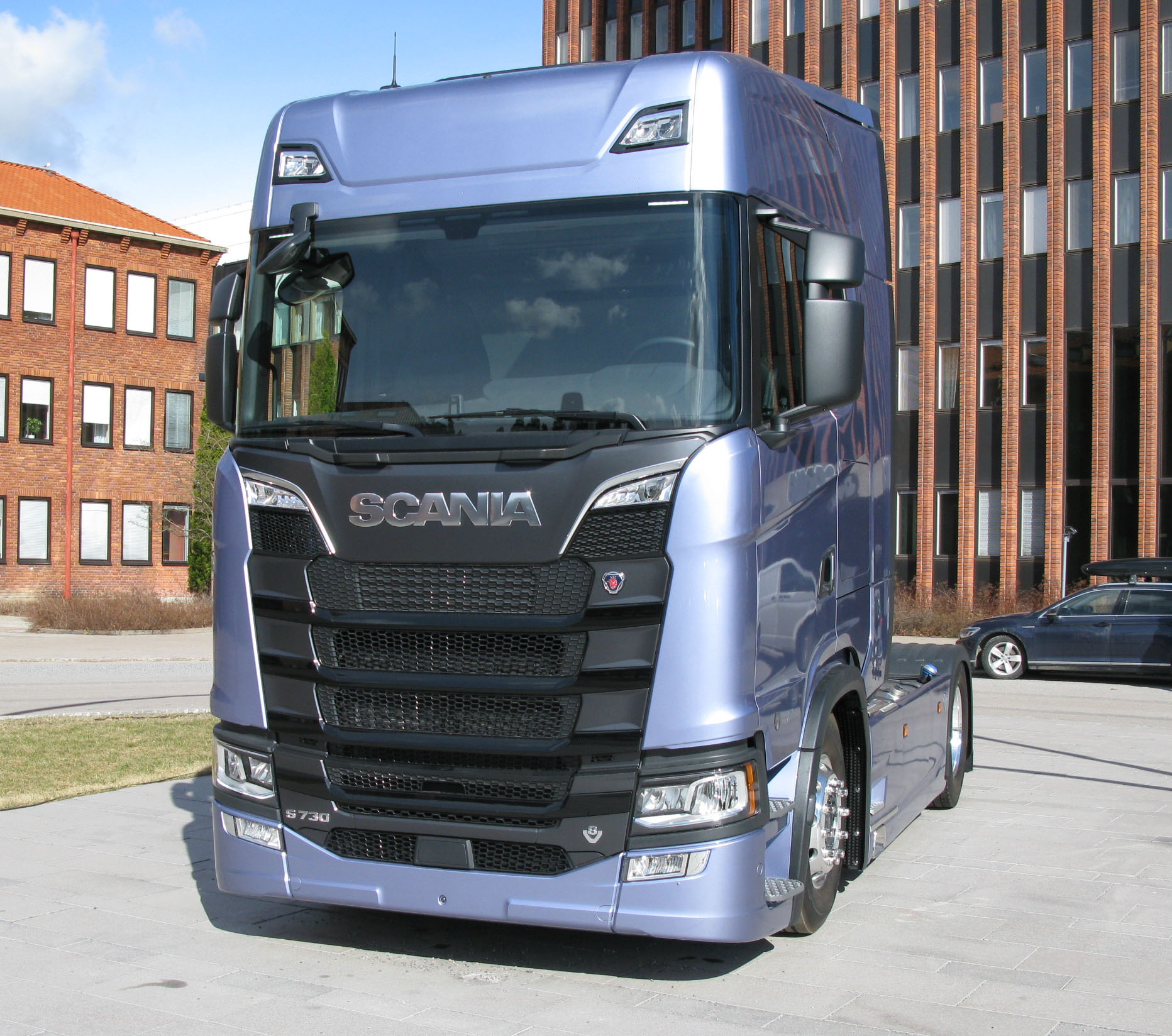
نسل دوم اسکانیا S 730 در مقابل دفتر مرکزی اسکانیا درسودرتلیه سوئد
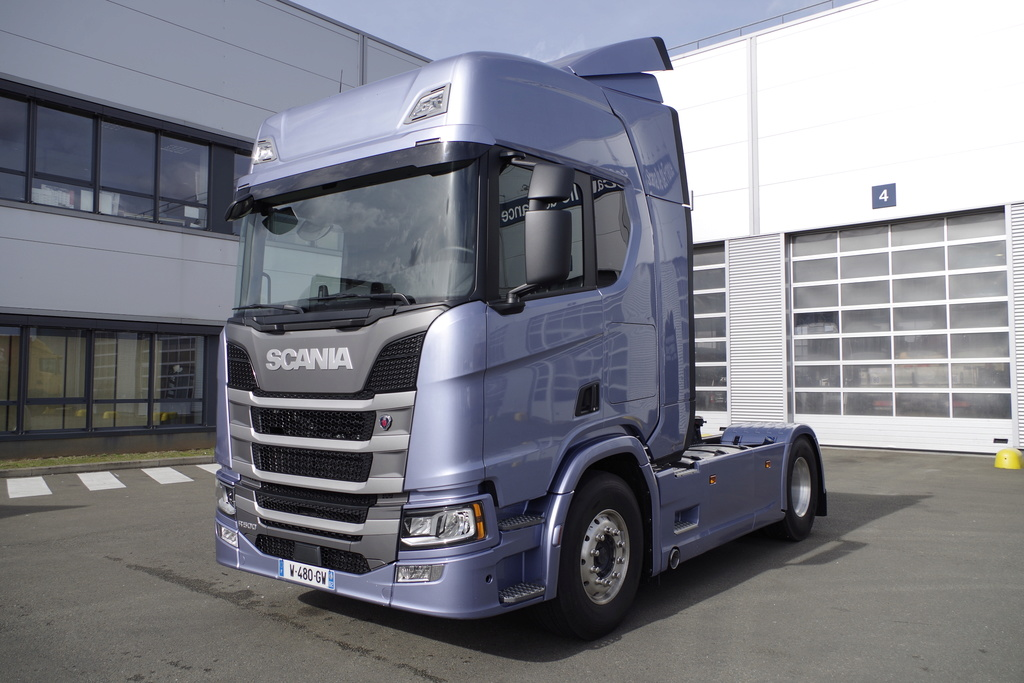
نسل دوم اسکانیا R 500
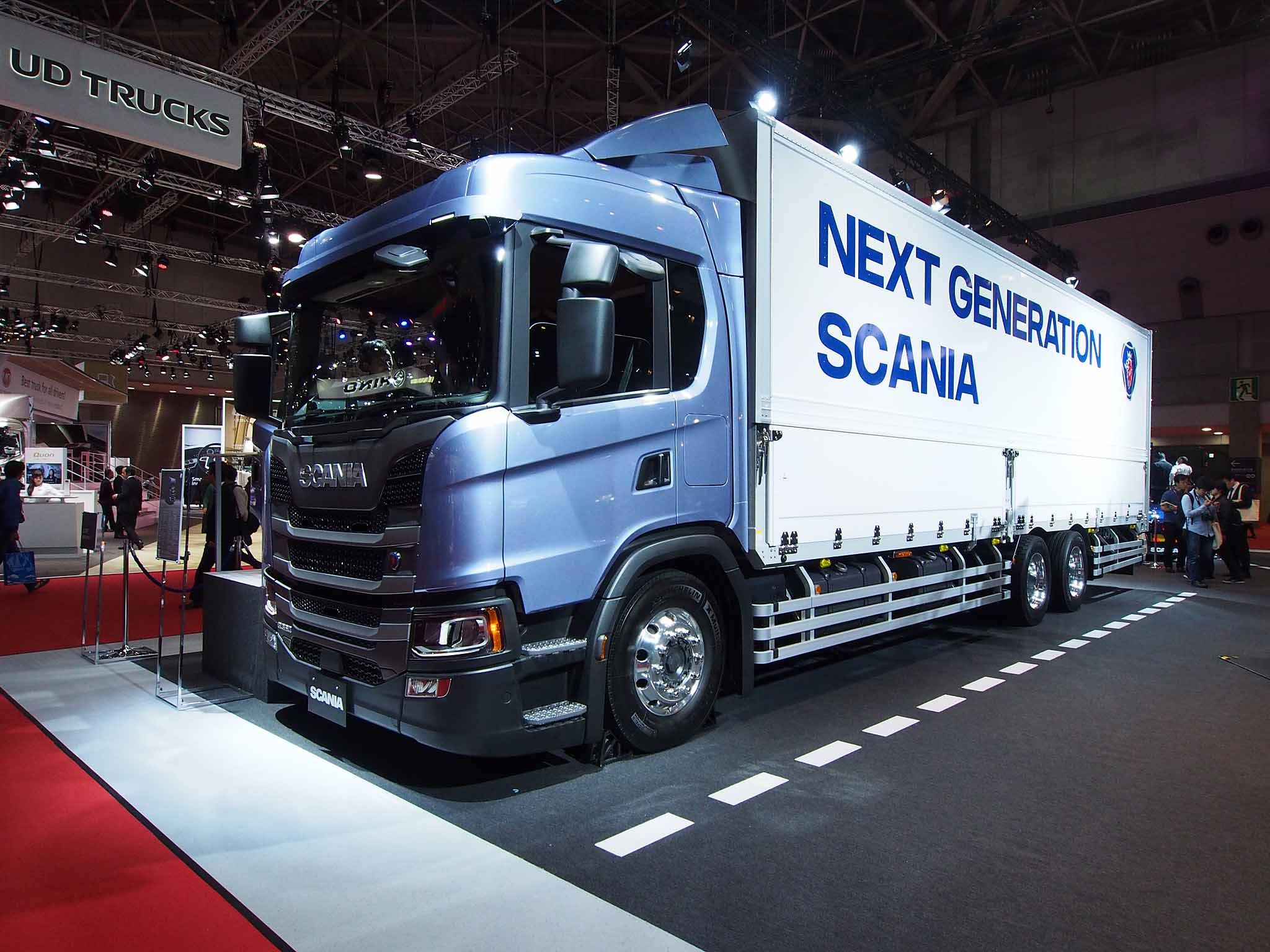
نسل دوم اسکانیا G 360 در نمایشگاه خودرو توکیو۲۰۱۷ درتوکیو، ژاپن
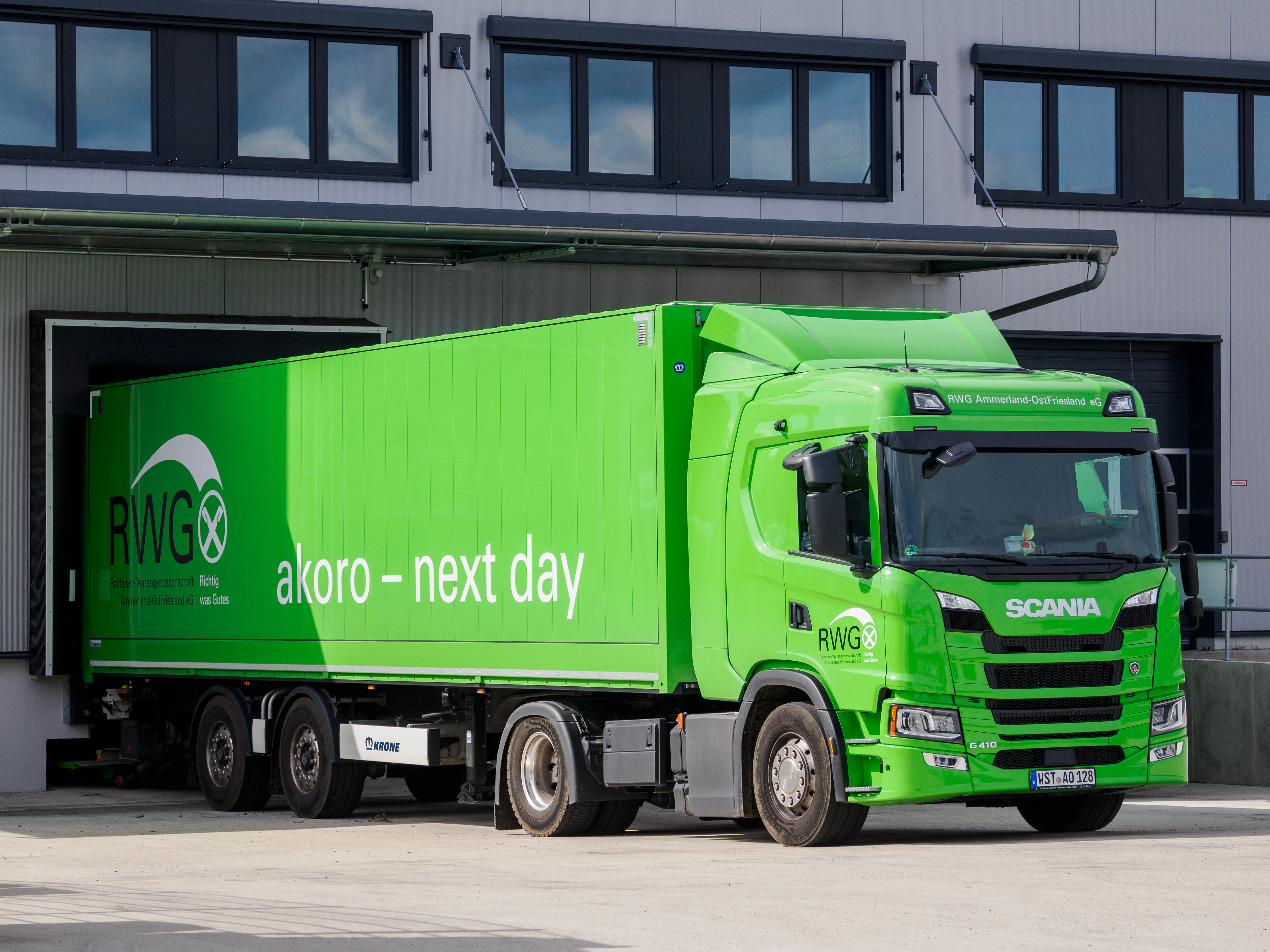
اسکانیا G 410
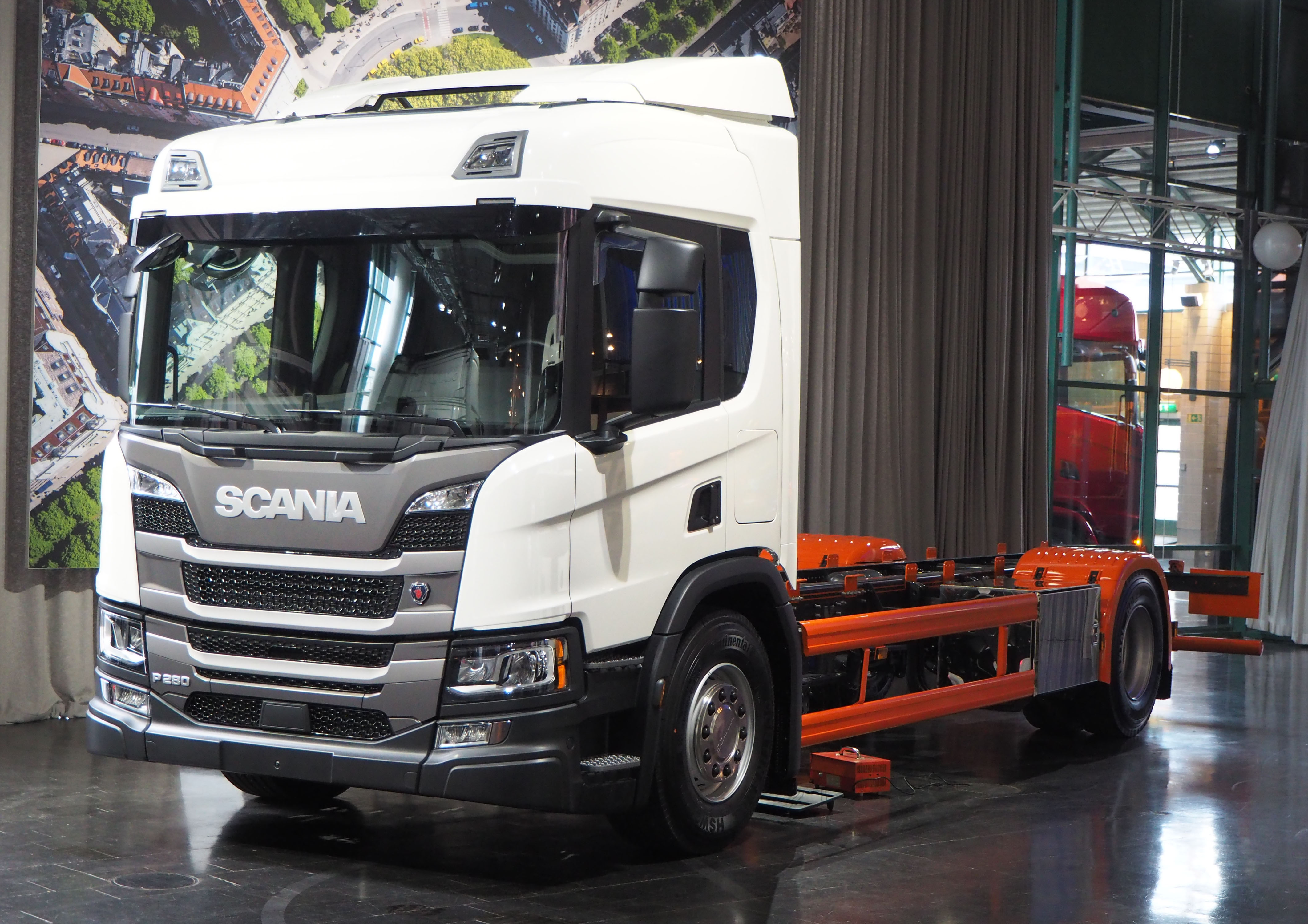
نسل دوم اسکانیا 280 P
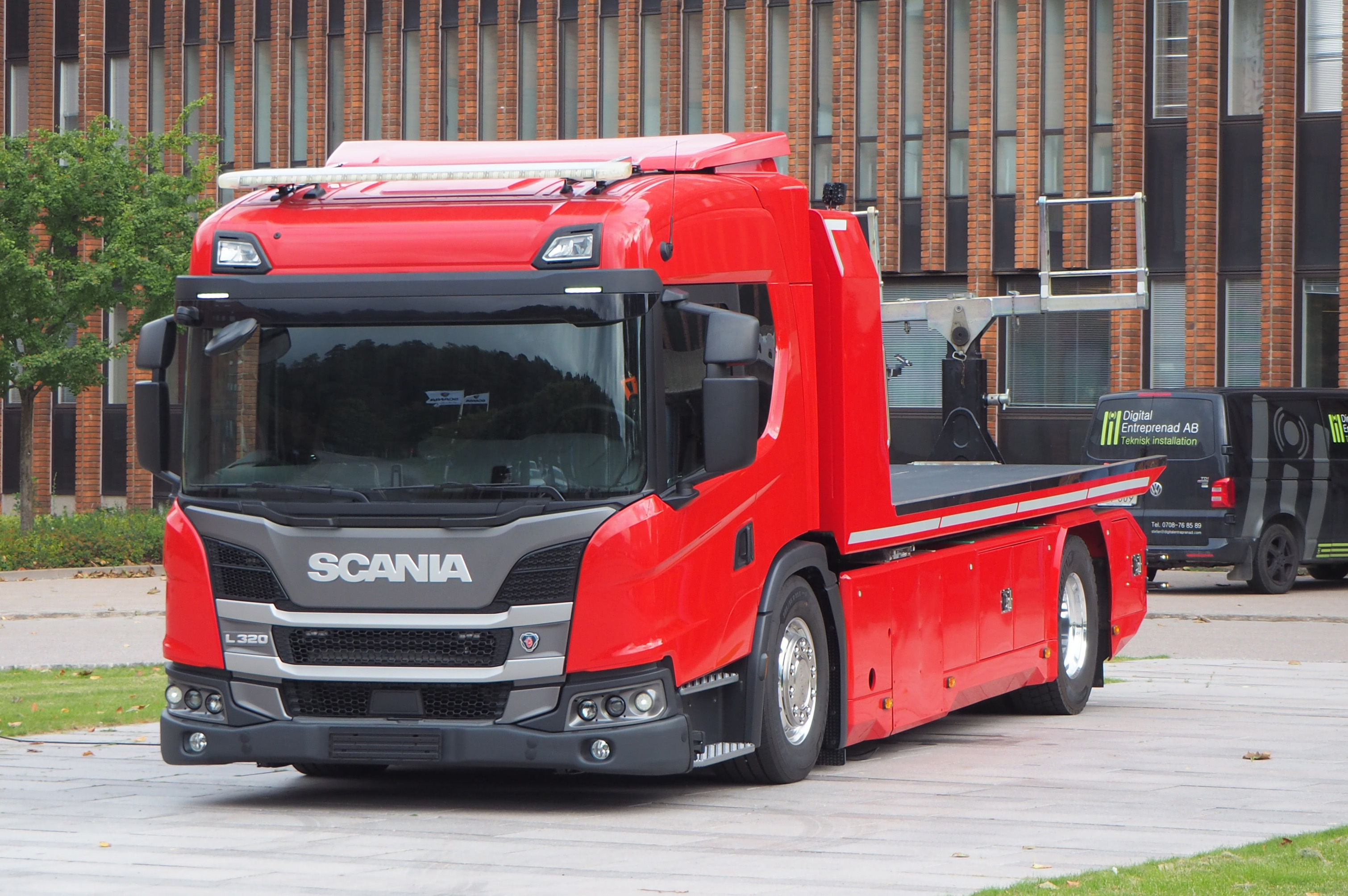
نسل دوم اسکانیا L 320
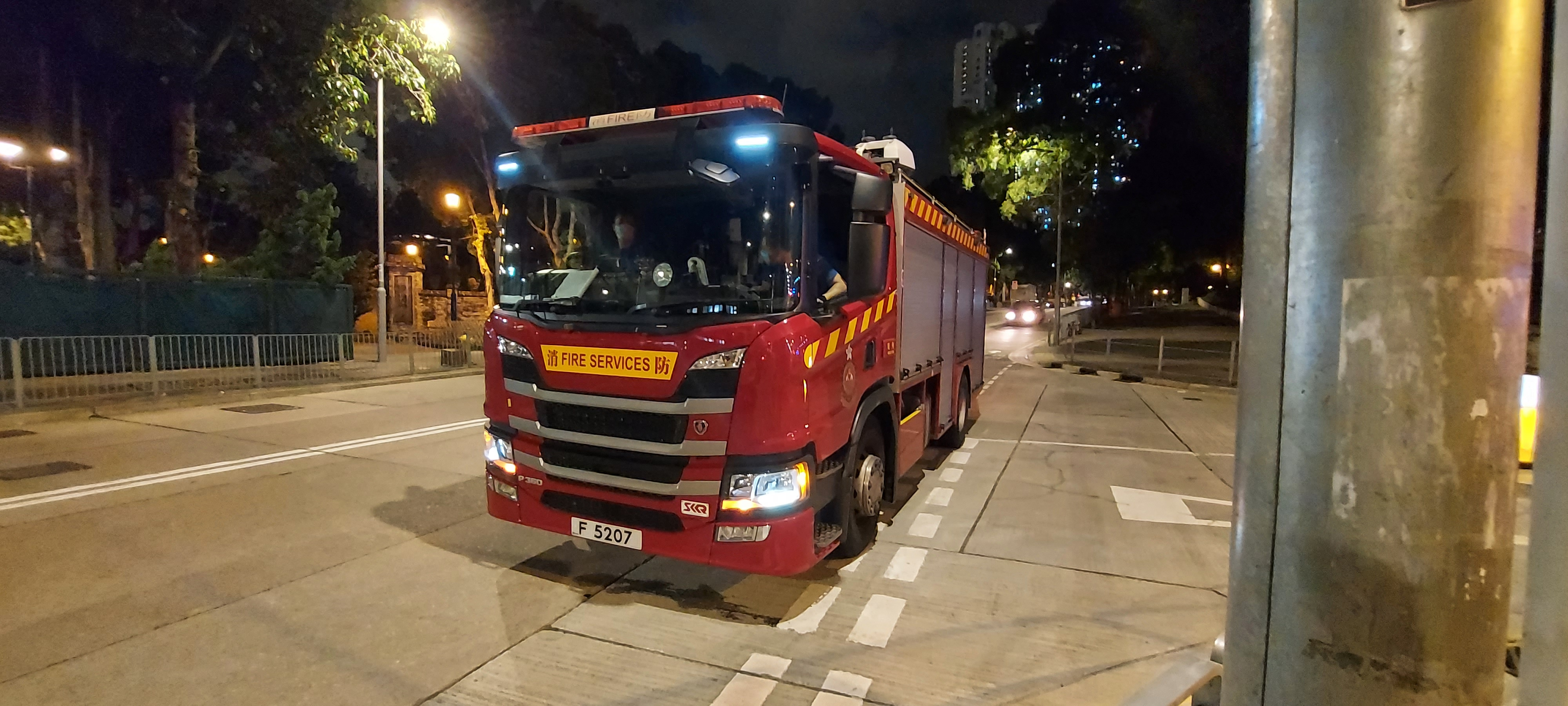
نسل دوم خودروی موتوری آتش نشانی اسکانیا P 360 اداره خدمات آتش نشانی هنگ کنگ